# Salomon de Bray
Salomon de Bray (1597, Amsterdam, Nizozemí - 11. května 1664, Haarlem, Nizozemí) byl holandský barokní architekt a malíř.

## Biografie
V Haarlemu se usadil ještě před rokem 1617, kde se pravděpodobně učil u Hendricka Goltzia a Cornelia van Haarlem, a kde se také v roce 1625 oženil. Postupně se mu narodilo deset dětí, z nichž tři se vydaly na uměleckou dráhu. Zemřel pravděpodobně na mor, tak jako i některé z jeho dětí, a je pohřben v Sint-Bavokerk v Haarlemu.
Maloval historické obrazy, portréty a krajinomalby. Jako katolík pravděpodobně také vytvořil oltářní obrazy pro tajné kostely. Jako architekt spolupracoval při výzdobě paláce Huis ten Bosch v Haagu. De Bray byl také aktivní i jako designér výrobků ze stříbra, jako básník, architekt a urbanista. Jako architekt se zapojil do stavby nebo rozvoje haarlemské radnice, kostela sv. Anny nebo Zijlpoortu. Jedna z jeho básní byla také zhudebněna jeho přítelem Corneliem Padbrué. Jeho dílo zobrazuje ducha holandského klasicismu, který vznikal v tomto období, a je srovnatelný s takovými umělci, jako Pieter de Grebber.